# Dorand AR.2
Die Dorand AR.2 war ein französisches Militärflugzeug, das im Ersten Weltkrieg zum Einsatz kam.

## Entwicklung
Die AR.2 entstand 1917 zusammen mit der AR.1 und sollte die verschiedenen veralteten Farman-Typen als Aufklärer ablösen. Im Gegensatz zur AR.1 erhielt sie einen voll verkleideten Reihenmotor und Flügelkühler, wobei sich die so entstandene gerundete Bugverkleidung als sehr strömungsgünstig erwies. Als Motoren fanden während der Serie sowohl Renault (200 PS) als auch Lorraine-Dietrich (185 bzw. 240 PS) Verwendung. Genaue Fertigungszahlen sind nicht bekannt, aber allein die American Expeditionary Force erwarb 120 Maschinen. Wegen der geringen Flugleistungen zog man den Typ aber schon 1918 aus den Frontverbänden zurück.

## Technische Daten

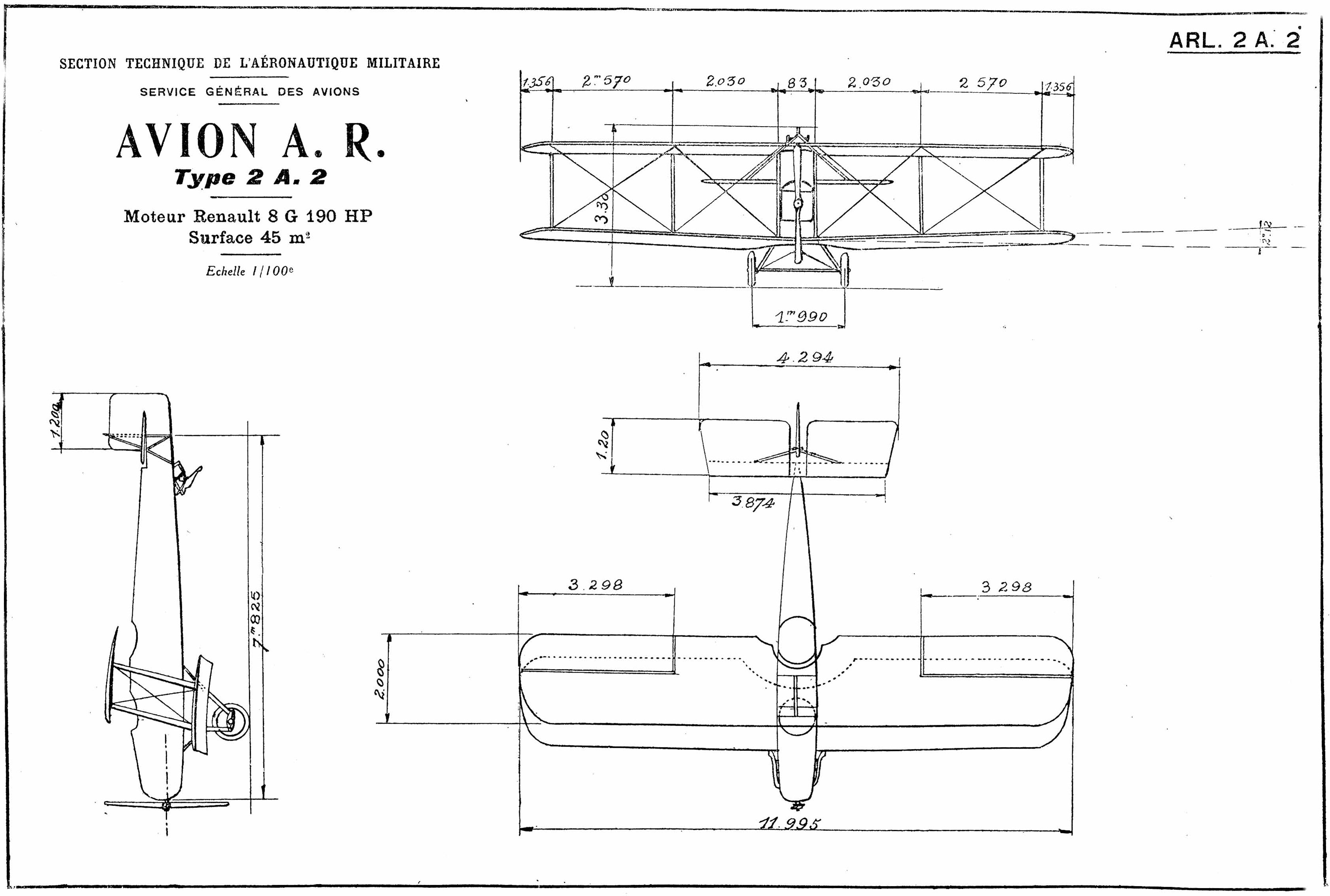
Dreiseitenriss

| Kenngröße             | Daten (Dorand AR.2 A2)                                                  |
| --------------------- | ----------------------------------------------------------------------- |
| Besatzung             | 2                                                                       |
| Länge                 | 9,27 m                                                                  |
| Spannweite            | 13,28 m                                                                 |
| Höhe                  | 3,10 m                                                                  |
| Leermasse             | 760 kg                                                                  |
| Höchstgeschwindigkeit | 155 km/h in 4000 m Höhe 165 km/h in 3000 m Höhe 170 km/h in 2000 m Höhe |
| Steigzeit             | 9,3 min auf 2000 m Höhe 25,5 min auf 4000 m Höhe                        |
| Dienstgipfelhöhe      | 5800 m                                                                  |
| Flugdauer             | 3 h                                                                     |
| Triebwerk             | ein wassergekühlter Reihenmotor Lorraine-Dietrich, 240 PS (177 kW)      |
| Bewaffnung            | 3 MG 7,7 mm (Lewis), 80 kg Bomben                                       |